# Steatoda craniformis
Espèce
Steatoda craniformis est une espèce d'araignées aranéomorphes de la famille des Theridiidae.

## Distribution
Cette espèce est endémique de Chine. Elle se rencontre au Hubei et à Chongqing.

## Description
La femelle holotype mesure 9,92 mm.

## Publication originale
- Zhu & Song, 1992 : On four new species of comb-footed spiders (Araneae: Theridiidae) from China. Sichuan Journal of Zoology, vol. 11, no 1, p. 4-7.